# Hamidou Diallo
Hamidou Diallo (Queens, Nueva York, 31 de julio de 1998) es un baloncestista estadounidense, con pasaporte guineano, que pertenece a la plantilla del Saski Baskonia de la Liga ACB española. Con 1,96 metros de estatura, juega en la posición de escolta.

## Trayectoria deportiva

### Universidad
Jugó una temporada con los Wildcats de la Universidad de Kentucky, en la que promedió 10,0 puntos, 3,6 rebotes y 1,2 asistencias por partido. Al término de la temporada, en el mes de abril de 2018, se declaró elegible para el Draft de la NBA, renunciando a los tres años de universidad que le quedaban.

#### Estadísticas
| Año     | Equipo   | PJ | PT | MPP  | %TC  | %3P  | %TL  | RPP | APP | ROB | TPP | PPP  |
| ------- | -------- | -- | -- | ---- | ---- | ---- | ---- | --- | --- | --- | --- | ---- |
| 2017–18 | Kentucky | 37 | 37 | 24.8 | .428 | .338 | .616 | 3.6 | 1.2 | .8  | .4  | 10.0 |

### Profesional
Fue elegido en la cuadragésimo quinta posición del Draft de la NBA de 2018 por Brooklyn Nets, pero el 6 de julio sus derechos fueron traspasados a los Charlotte Hornets junto a Timofey Mozgov y una segunda ronda de 2021 a cambio de Dwight Howard, y el mismo día fue enviado a Oklahoma City Thunder a cambio de una segunda ronda del 2019.
El 16 de febrero de 2019, ganó el concurso de mates del All-Star Weekend de la NBA, convirtiéndose en el primer jugador de los Thunder en lograrlo.
Tras dos temporadas y media en Oklahoma, el 12 de marzo de 2021, fue traspasado a Detroit Pistons a cambio de Svi Mykhailiuk.
Tras 20 encuentros con los Pistons, el 20 de agosto de 2021, firma una extensión de dos años.
El 9 de enero de 2024 firmó un contrato de 10 días con los Washington Wizards.
El 11 de septiembre de 2024 firma con los Shanxi Loongs de la CBA china.
El 7 de agosto de 2025 firma por dos temporadas con el Saski Baskonia de la Liga ACB española y la Euroliga.

## Selección nacional
Diallo fue parte del combinado nacional de Estados Unidos Sub-18 que ganó la medalla de oro en el Campeonato FIBA Américas de 2016 disputado  en Valdivia, Chile. Y también del bronce obtenido en el Campeonato Mundial Sub-19 de Egipto 2017.

## Estadísticas de su carrera en la NBA

### Temporada regular
| Año     | Equipo        | PJ  | PT | MPP  | %TC  | %3P  | %TL  | RPP | APP | ROB | TPP | PPP  |
| ------- | ------------- | --- | -- | ---- | ---- | ---- | ---- | --- | --- | --- | --- | ---- |
| 2018-19 | Oklahoma City | 51  | 3  | 10.3 | .455 | .167 | .610 | 1.9 | .3  | .4  | .2  | 3.7  |
| 2019-20 | Oklahoma City | 46  | 3  | 19.5 | .446 | .281 | .603 | 3.6 | .8  | .8  | .2  | 6.9  |
| 2020-21 | Oklahoma City | 32  | 5  | 23.8 | .481 | .293 | .629 | 5.2 | 2.4 | 1.0 | .4  | 11.9 |
| 2020-21 | Detroit       | 20  | 4  | 23.3 | .468 | .390 | .662 | 5.4 | 1.2 | .5  | .6  | 11.2 |
| 2021-22 | Detroit       | 58  | 29 | 21.9 | .496 | .247 | .650 | 4.8 | 1.3 | 1.2 | .3  | 11.0 |
| 2022-23 | Detroit       | 56  | 0  | 17.8 | .573 | .238 | .588 | 3.5 | 1.0 | .9  | .3  | 9.3  |
| 2023-24 | Washington    | 2   | 0  | 2.4  | .500 | —    | —    | 1.0 | .5  | 1.0 | .0  | 1.0  |
| Total   | Total         | 265 | 44 | 18.6 | .495 | .274 | .623 | 3.8 | 1.1 | .8  | .3  | 8.6  |

### Playoffs
| Año   | Equipo        | PJ | PT | MPP | %TC  | %3P  | %TL  | RPP | APP | ROB | TPP | PPP |
| ----- | ------------- | -- | -- | --- | ---- | ---- | ---- | --- | --- | --- | --- | --- |
| 2020  | Oklahoma City | 3  | 0  | 8.3 | .364 | .200 | .571 | 2.0 | .3  | .0  | .7  | 4.3 |
| Total | Total         | 3  | 0  | 8.3 | .364 | .200 | .571 | 2.0 | .3  | .0  | .7  | 4.3 |